# Held Müller
Held Müller ist ein Musical von Peter Lund (Text) und Thomas Zaufke (Musik) und wurde am 1. Mai 2006 (am „Tag der Arbeit“) in der Neuköllner Oper uraufgeführt.

## Inhalt
Herwig Müller ist einer von Vielen. Von sechstausend, um genau zu sein. So viele Arbeiter wollen die Deutschen Automobilwerke nämlich entlassen, um auch in Zukunft auf dem internationalen Markt mitspielen zu können. Aber dann fliegt die Firmenzentrale in die Luft, und mit ihr der unter Korruptionsverdacht stehende Vorstandsvorsitzende Friedemann von Tilsit. Deutschland und Fernsehfrontfrau Sabrina van Dreesen sind sich einig: Ein solches Attentat war schon lange mal fällig. Und plötzlich ist Herwig Müller ein bundesweit gesuchter Attentäter. Was natürlich nichts weiter als ein tragischer Irrtum ist. Aber dieser Irrtum beschert Herwig in wenigen Tagen mehr Aufmerksamkeit, als er je zuvor in seinem Leben von Frau, Kind oder Arbeitgeber erhielt. Und nicht nur für Sabrina van Dreesen ist Herwig ein echter Held. Alles könnte so schön sein, wären da nicht die intriganten Machenschaften von Vizevorstandchefin Heidlinde Waghausen. Und wer verübt in Herwigs Namen all diese Anschläge auf die Deutschen Automobilwerke? Und warum muss Cheftechniker Hinrichsen sterben? Fragen über Fragen. Und keine wird in dieser Geschichte unbeantwortet bleiben. Deutschland erlebt einen heißen Frühling.

## Rezeption
Held Müller trägt den Untertitel „Ein deutsches Musical“, und Peter Lund nennt es „ein wirklich böses Stück mit überraschend schöner Musik“, und versucht damit „im Rahmen der Möglichkeiten eines Musicals – die Zusammenhänge von Arbeit und Kapital, die Abhängigkeiten von TV-Moderatoren von Produzenten und Fernsehintendanten, das Wechselspiel von internationalem Markt und nationalen Interessen zu diskutieren.“ Entstanden ist ein Politstück über arme aussortierte Arbeitslose und die böse Autoindustrie, wobei sich Lund über die bundesrepublikanische Wirklichkeit hinaus wagt.
„Lunds Figuren sind idealtypische, auf schnelle Erkennbarkeit angelegte Charaktere, die auf diese Weise kabarettistisch-satirische Komik, aber auch tragische Tiefe erlangen dürfen.“ So ist der dargestellte Held des Stückes in Wirklichkeit ein Anti-Held. Der 58 Jahre alte Herwig Müller, der seit 35 Jahren Arbeiter bei den Deutschen Automobilwerken ist, hat im Stück eine stumme Rolle. Er wütet nicht, er würde sich fügen, wenn man ihn ließe. Als ihn auch noch seine Frau verlässt, weil sie seine Bravheit nicht mehr aushält, würde sich Müller gerne tot fahren lassen, aber jeder kurvt geschickt an ihm vorbei. Doch als er ins Fahndungskreuz der Ermittlungen gerät, beginnt Müllers schönste Zeit, denn nun bewundert ihn sogar sein Sohn, und auch seine Frau will ihn zurück. Im Fernsehen fleht sie ihn an: „Bitte melde dich!“ Die schrille, medial überfrachtete Welt, zerrt ihn aber auf die Tribüne, verklärt ihn zum Helden einer neuen Arbeiterbefreiung, feiert ihn als Erlöser.
Gesungen werden balladeske Chansons und rhythmisch-rockige Ensemblenummern mit vielen Ecken und Kanten, welche Zaufke mit Broadway-typischem Schmiss schuf.

## Besetzung der ersten Spielzeit(Neuköllner Oper, Mai/Juni 2006)

### Künstlerisches Leitungsteam
- Inszenierung: Bernd Mottl
- Musikalische Leitung: Hans-Peter Kirchberg / Tobias Bartholmeß
- Choreographie: Götz Hellriegel
- Bühnenbild: Jürgen Kirner
- Kostümbild: Nicole von Graevenitz

### Ensemble(in alphabetischer Reihenfolge)
- Franziska Becker (als Heidlinde Waghausen)
- Dagmar Biener (als Ingrid Müller)
- Marco A. Billep (als Hinrichsen u. a.)
- Uwe Dreves (als Friedemann von Tilsit)
- Doris Prilop (als Sabrina van Dreesen)
- Roswitha Stadlmann (als Jule)
- Gerd Lukas Storzer (als Mischa)
- Eckhart Strehle (als Herwig Müller)
- Thorsten Tinney (als Uli Wessling u. a.)
- Ulrich Wiggers (als Kalle Kornowski)

## Weitere Aufführungen
- 2010: Produktion des Theater-Jugendclubs und der Jazzband der Musikerfabrik Frank Wedel, Leitung: Sebastian Socha (Stendaler Rolandfest auf der Summerloungebühne am Sperlingsberg und Theater der Altmark in Stendal)[7]
- 2011: Produktion des Theater LUNTE in Kooperation mit dem KKT e. V., Regie: Christine Bossert (Wilhelma-Theater in Stuttgart – Bad Cannstatt, Theaterkeller Sindelfingen)[8]

## Pressestimmen
- „Es geht um die sogenannten Wutbürger, Politiker und Unternehmer, die fernab der Menschen ihr eigenes Süppchen kochen, und viel zu spät erkennen, wie schief alles läuft – wenn sie es überhaupt tun […] wenn dort auf der Bühne getobt, geschrien, geweint und gestorben wird, dann schwingt auch Stuttgart 21 mit.“ (Lukas Jenkner: Premiere Im Kontakt-Theater startet heute ein Stück mit einem beklemmenden Bezug zur Realität, Stuttgarter Zeitung vom 25. März 2011)

- „Man kann über solche Stücke nur froh sein, die sich darüber im Klaren sind, dass der Klassenkampf nie aufgehört hat.“ (Detlef Kannapin: Klassenkampf im Theater, Des Blättchens 9. Jahrgang, Berlin, 15. Mai 2006, Heft 10)

- „Der Plot von Held Müller ist bestechend einfach, dramaturgisch spannend konstruiert und geradezu ideal für unsere Zeit und diesen Ort“ Ekkehart Krippendorff: Held ohne Willen, derFreitag Online vom 12. Mai 2006

- „Die Neuköllner Oper trifft voll ins Schwarze […] Peter Lund und Komponist Thomas Zaufke haben der Neuköllner Oper ein Anti-Musical geschenkt, das die Bemühungen unserer großen Berliner Opernhäuser ums Zeitgenössische altbacken aussehen lässt. […] 'Held Müller' ist melodramatische Revolutionsposse, Medienschelte und boshaftes Kabarett in einem. […] Die Story ist ein lupenreines deutsches Gegenwartsdesaster, ins Irrwitzige überhöht […] Zaufkes Ohrwürmer kriechen zielsicher ins Gehirn und in die Füße sowieso.“ (Volker Tarnow, Berliner Morgenpost)[9]

- „Keine Frage, 'Held Müller' ist ein ausgesprochen aktuelles und wahrhaft 'deutsches Musical'.“ Axel Schock: Mensch, nun wehr dich doch, taz Online vom 3. Mai 2006

## Liste der Lieder(Auswahl)
- Ein Land ist mehr als seine Grenzen
- Leute wie sie, Müller
- Sag jetzt nichts
- Was denkt Herr Müller?
- Autos bau'n
- Ein Attentatatat!
- Held Müller
- Genug ist genug
- Was suche ich?
- Am Leben zu sein
- Wir wollen reden
- Zeit dass sie geht
- Ohne Worte
- Kuba